# 검차
검차(劍車)는 고려에서 사용된 전차로, 많은 검을 실어 놓은 무기이다.
고려사에는 검차에 대해 다음과 같은 내용이 나온다:
현종 원년(1010) 11월에 거란의 군주가 스스로 보병과 기병 40만을 거느리고 의군천병이라 이름하면서 압록강을 건너 흥화진을 포위하였다.…또 하나는 주에 가까운 산에 진을 치고 또 하나는 성에 의지하여 진을 쳤다. 강조가 검차를 진에 배치하여 거란병이 들어오면 검차로 이를 동시에 공격케 하니 꺾여 쓰러지지 않음이 없었다.— 고려사 권제127, 9장 앞쪽～뒤쪽, 열전 40 반역 1 강조

검차는 통주전투에서 행영도통사 강조가 사용했다. 검차는 창이 6~7개가 달려있었고, 움직일때는 2개의 바퀴를 사용하고 정지상태에서는 4개의 바퀴를 사용했다. 하지만 장애물을 설치하면 잘 넘지못하는 큰 단점이 존재해 통주전투 이후로 사용되지 않은 것같다.